# ホワイトハウス信仰局
ホワイトハウス信仰局（英語: White House Faith Office）は、第2次トランプ政権によりホワイトハウスの機関として設立された組織である。組織の目的としては、 「アメリカの家族を強化し、仕事と自立を促進し、宗教的自由を保護するための、信仰に基づく団体、地域組織、および礼拝所の取り組みを支援する」ことが挙げられている。2025年2月、ドナルド・トランプ大統領は、テレビ伝道師で繁栄の神学 支持者のポーラ・ホワイトを振興局の局長に指名した。
信仰局は以前からあった信仰に基づくコミュニティによるイニシアティブ局（OFBCI）を置き換えるもので、国内政策評議会（Domestic Policy Council）の一部となる。以前のOFBCIはジョージ・W・ブッシュ政権時に設立されたもので、バラク・オバマ政権やジョー・バイデン政権下でも運営が続けられていた。第1次トランプ政権下では、何年間も空席のまま放置され、2018年になるとホワイトハウス信仰・機会イニシアチブが立ち上げられ、2019年後半にポーラ・ホワイトが長官に選ばれていた。